# Elecciones presidenciales de Estados Unidos de 1856
Las elecciones presidenciales de Estados Unidos de 1856 fue una campaña electoral inusualmente ajustada que condujo a la elección de James Buchanan, el embajador en el Reino Unido. El candidato republicano, John C. Frémont (el primer candidato que el recién fundado Partido Republicano presentaba a unas elecciones presidenciales), condenó la Ley de Kansas-Nebraska, y una campaña en contra de la de la expansión de la esclavitud, mientras que el demócrata James Buchanan, advirtió que los republicanos eran extremistas cuya victoria llevaría a una Guerra Civil. Los demócratas moderados hicieron suya la "soberanía popular" para la expansión de la esclavitud utilizada en la Ley de Kansas-Nebraska. El expresidente Millard Fillmore se presentó como candidato para el Partido Americano (fundado en 1844), comúnmente conocido como "Know Nothing". Los "Know Nothings", ignoraron la cuestión de la esclavitud, en favor de políticas antiinmigración, ganando poco más de una quinta parte de los votos.

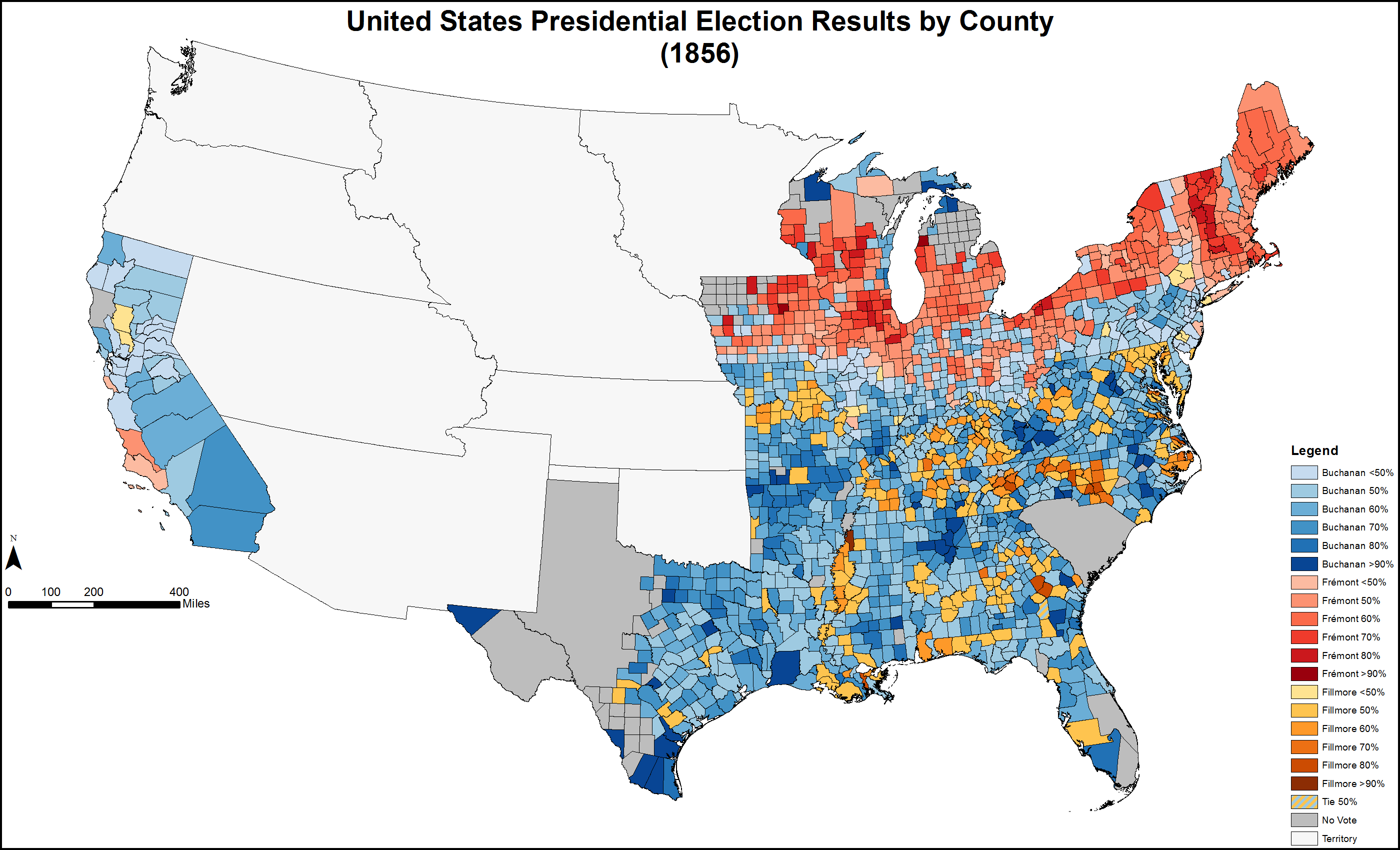
Resultados de las elecciones de 1856 por condados, indicando el porcentaje de cada candidato ganador. Los pintados en azul son los ganados por Buchanan (Demócratas), los rojos por Frémont (Republicanos), y los amarillos por Fillmore (Know Nothing).

El actual presidente, Franklin Pierce, fue derrotado en su esfuerzo por ser reelegido candidato demócrata (el lema oficial del partido en ese año era "Cualquiera menos Pierce"), y seleccionaron a James Buchanan de Pensilvania, lo que fue en parte gracias al hecho de que la Ley de Kansas-Nebraska dividió a los demócratas. El Partido Whig se había disuelto por la cuestión de la esclavitud y los partidos emergentes, como el Partido Republicano y el Know Nothing, compitieron para reemplazarlo. Los republicanos presentaron la candidatura de John C. Frémont de California, compitiendo contra la del magistrado de la Corte Suprema, John McLean. El "Know Nothing" nominó al expresidente Millard Fillmore de Nueva York, que compitió contra Daniel Pratt.
Frémont recibió menos de 1200 votos en 10 de los 14 estados esclavistas con voto popular, todos ellos procedentes de Delaware (306), Maryland (285), Virginia (283) y Kentucky (314), resultados que fueron indicados por el Colegio Electoral. Sin embargo, los republicanos ganarían las próximas elecciones en 1860, estallando la Guerra de Secesión poco después. 
- Datos: Q575819
- Multimedia: United States presidential election, 1856 / Q575819